# Beroun-Zavadilka
Beroun-Zavadilka (dříve Příbramské předměstí) je část města Beroun v okrese Beroun, nachází se na jihu města.  Beroun-Zavadilka leží v katastrálním území Beroun o výměře 23,99 km2.

## Historie
Pro novou čtvrť za cukrovarem a železničním nádražím v roce 1898 městská rada městská rada stanovila název Příbramské předměstí. Vedle úředního názvu se užívalo i lidové pojmenování Zavadilka podle místní hospody Na Zavadilce. V roce 1954 byly městské čtvrti označeny čísly.
Podle historického lexikonu obcí se od 1. ledna 1980 Zavadilka stala součástí města Beroun, podle popisu historie města však k němu patřila již předtím (katastrální území Beroun zahrnuje části Centrum, Město, Zavadilka a Závodí), v roce 1980 byly připojeny části Hostim, Králův Dvůr, Levín, Trubín a Zahořany.
Zavadilka je název typický pro místa, kde byly v 17. až 18. století na starých silnicích mimo staré vesnice v místech odpočinku formanů, například pod kopcem či na jeho vrcholu. založeny vrchností panské hospody, které byly nejprve pronajímány, později prodávány. Kolem takových hospod vznikaly činžovní osady, které se staly základem dnešních vesnic.
Zavadilka je jednou ze čtyř berounských částí (Hostim, Jarov, Zavadilka, Zdejcina), pro které je zřizován osadní výbor.

## Obyvatelstvo
| Rok            | 1869 | 1880 | 1890 | 1900 | 1910 | 1921 | 1930 | 1950 | 1961 | 1970 | 1980 | 1991 | 2001 | 2011 | 2021 |
| -------------- | ---- | ---- | ---- | ---- | ---- | ---- | ---- | ---- | ---- | ---- | ---- | ---- | ---- | ---- | ---- |
| Počet obyvatel | 16   | 0    | 0    | 23   | 53   | 0    | 186  | 0    | 0    | 887  | 675  | 536  | 547  | 659  | 712  |
| Počet domů     | 2    | 0    | 0    | 3    | 4    | 5    | 20   | 0    | 0    | 187  | 169  | 177  | 175  | 189  | 196  |